# Le Boullay-Mivoye
Le Boullay-Mivoye är en kommun i departementet Eure-et-Loir i regionen Centre-Val de Loire strax norr om centrala Frankrike. Kommunen ligger i kantonen Nogent-le-Roi som tillhör arrondissementet Dreux. År 2022 hade Le Boullay-Mivoye 529 invånare.

## Befolkningsutveckling
Antalet invånare i kommunen Le Boullay-Mivoye
Referens:INSEE